# Размито множество
Размито множество е множество, за всеки от елементите на което се дефинира степен на принадлежност. Степента на принадлежност представлява число от интервала [0,1]. Една формална дефиниция може да бъде следната:
Нека е дадено множество X, което ще наричаме универсално и едно изображение mA(x), което съпоставя на елемент от X число от интервала [0,1]. Тогава множеството
A = {(x, mA(x)) | x – елемент на X}
се нарича размито множество. Изображението m се нарича характеристична функция.
Обединение на размитите множества A и B се нарича размитото множество с характеристична функция m(x) = max (mA(x),mB(x))
Сечение на размитите множества A и B се нарича размитото множество с характеристична функция m(x) = min (mA(x),mB(x))
Допълнение на размитото множество A до X се нарича размитото множество с характеристична функция m(x) = 1 – mA(x).
Размитите множества позволяват постепенното оценяване на членството на елементи в комплект.
Това е описано с помощта на членство функция на стойност в реалния единица интервал [0, 1].
Размитото множество е нормирано, ако е изпълнено равенството: mA(x)=1.
В настоящата статия всички размити множества се разглеждат като нормирани, т.е mA(x) ∈ [0,1].

## История
Създател на теорията за размитите множества е американският учен от азерско и еврейско потекло Лотфи Аскер Заде (Lotfi Asker Zadeh). Роденият през 1921 г. в Баку – Азербайджан. Заде преподава теория на системите от 1959 г. в университета Бъркли, САЩ. През 1965 г. той публикува първия си труд, посветен на размитите множества (fuzzy sets). Създадената теория скоро се превръща в обект на сериозен интерес в научните и инженерните среди, който продължава и до днес. Професор Заде създава теорията за размита логика (fuzzy logic) през 1973 г., намерила приложение не само в техниката, но и в много други сфери.

## Приложение
Размито множество на теория може да бъде използвано в широк спектър от области, като био-информатиката. Размитите множества могат да се прилагат, например, в областта на генеалогични изследвания. Теорията на размитите множества(ТРМ) представлява разширение на обикновената теория на множествата. Тя позволява една по-широка област на приложение, особено в областта на субективната обработка на информация. По същество тя позволява естествен подход при разглеждането на проблеми, в които източник на несигурност е по скоро липсата на строго дефинирани критерии за принадлежност към определен клас, отколкото наличието на варианти на случайност. В основата на ТРМ лежи понятието размито множество. То се използва като средство за математическо моделиране на неопределени понятия, които се използват от хората при описание на техните представи за реална система, при описание на техните желания и цели. Наименованието „размито множество“ показа, че елементите, съставящи дадено множество и имащи общо свойство, могат да притежават това свойство в различна степен и следователно да принадлежат в различна степен към съответното множество. Затова в теорията на размитите множества се въвеждат т.нар. „функции на принадлежност“, чрез които се посочва в каква степен всеки елемент принадлежи към множеството.

## Размита логика
Размитата логика е алтернатива на традиционната логика, при която истината се оценява със стойности от 0 до 1,0, където 0 представлява абсолютна неистина, а 1 е абсолютна истина.
Размитата логика (Fuzzy logic) е раздел на математическата логика, занимаващ се с теорията на неточно определената информация, която се изразява с приблизителни стойности в интервал (напр. между 0 и 1) или с категории (напр., „топло“, „горещо“, „студено“).
Размитата логика (на английски: fuzzy logic) е форма на многозначна логика, произлизаща от теорията на размитите множества с цел да отрази това, което е относително.
Терминът размита логика води началото си от работата и теорията, развита от Лофти Заде. През 1965 г. той предлага теорията на размитите множества и по-късно установява размитата логика на базата на тази теория. РЛ вече е намерила добро приложение в много области където е необходимо управление на сложни динамични системи, докато традиционните методи или не дават необходимите резултати или въобще са неприложими.

## Допълнителна информация
- Uncertainty model Fuzziness Архив на оригинала от 2006-04-12 в Wayback Machine.
- Fuzzy Systems Journal
- ScholarPedia
- The Algorithm of Fuzzy Analysis Архив на оригинала от 2006-05-31 в Wayback Machine.
- Fuzzy Image Processing Архив на оригинала от 2006-06-22 в Wayback Machine.